# Harald Abatz

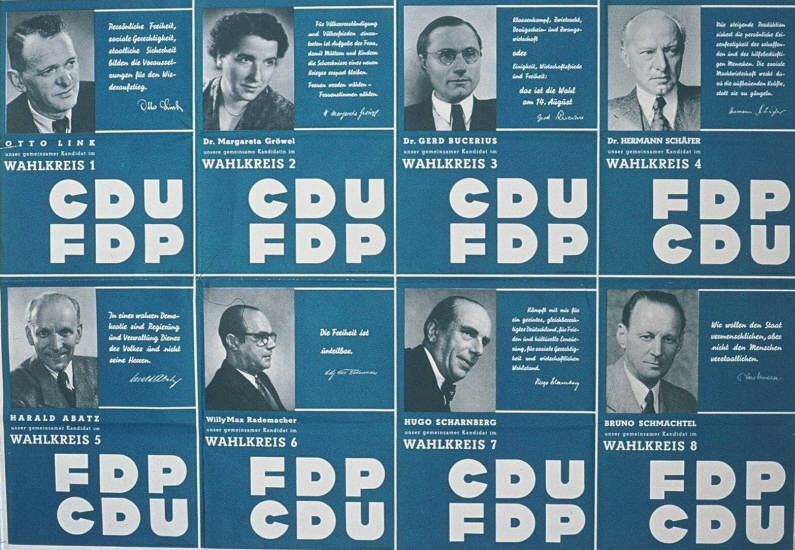
Harald Abatz auf einem Wahlplakat der CDU und FDP zur Bundestagswahl 1949 (links unten)

Harald Abatz (* 29. September 1893 in Hamburg; † 2. Januar 1954 ebenda) war ein deutscher Politiker der FDP. Er war von 1949 bis zu seinem Tod Mitglied der Hamburgischen Bürgerschaft und von 1949 bis 1951 sowie 1953 und 1954 deren Vizepräsident. Zudem war er Bundesvorsitzender der Deutschen Friedensgesellschaft.

## Leben und Beruf
Harald Abatz verlor früh seine Eltern und absolvierte nach dem Realschulabschluss zunächst eine kaufmännische Lehre. Anschließend arbeitete er einige Jahre als Angestellter in einer Hamburger Handelsfirma. Im Ersten Weltkrieg wurde er schwer verwundet und machte sich als Handelsvertreter selbständig. Nebenher holte er das Abitur nach, studierte anschließend Rechtswissenschaften und ließ sich später als Rechtsanwalt in Hamburg nieder. Während des Nationalsozialismus betätigte er sich im Widerstandskreis Freies Hamburg um Friedrich Ablass.
Nach Ende der NS-Diktatur engagierte Abatz sich zunächst im Komitee ehemaliger politischer Gefangener und später in der Vereinigung der Verfolgten des Naziregimes, aus der er Ende 1950 wegen des zunehmenden kommunistischen Einflusses austrat. Er war Bundesvorsitzender der Deutschen Friedensgesellschaft. Er setzte sich insbesondere für das Recht auf Kriegsdienstverweigerung ein, ebenso gegen die Wiederbewaffnung Deutschlands. Im Februar 1947 hatte er gemeinsam mit Max Stierwaldt, dem DFG-Bundesvorsitzenden, einen Entwurf für ein Kriegsächtungsgesetz vorgelegt. Abatz war Freimaurer.
Harald Abatz starb am 2. Januar 1954 an den Folgen einer Leistenoperation.

## Partei
In der Weimarer Republik gehörte Abatz den Jungdemokraten und der DDP an. Seit Ende der 1920er Jahre war er Vorsitzender des DDP-Kreisverbandes St. Pauli. Auf dem Landesparteitag der Hamburger DDP im September 1928 setzte er sich dafür ein, dass diese das von der KPD initiierte Volksbegehren gegen den Bau des Panzerschiffs A unterstützen solle, scheiterte mit diesem Antrag jedoch. Obwohl ein Gegner der Fusion mit dem Jungdeutschen Orden zur Deutschen Staatspartei, blieb Abatz im Gegensatz zu anderen Vertretern des linken Flügels, wie z. B. Erich Lüth und Alfred Johann Levy, weiterhin Parteimitglied. Er begründete dies damit, das „demokratische Gewissen“ in der neuen Partei vertreten zu wollen.
Nach dem Zweiten Weltkrieg beteiligte er sich zunächst an der Gründung des überparteilichen Bundes Freies Hamburg, der aus der gleichnamigen Widerstandsgruppe hervorgegangen war. Innerhalb dieser Vereinigung gehörte er zur Gruppe derjenigen, die eine Parteigründung präferierten. Gemeinsam mit Eduard Wilkening und Friedrich Ablass setzte er auf der Mitgliederversammlung des BFH am 16. August 1945 ein Manifest zur Gründung einer liberalen Partei durch, das am 20. September 1945 zur Gründung der Partei Freier Demokraten, dem späteren Hamburger Landesverband der FDP, führte. Abatz wurde auf der Gründungsversammlung in den PFD-Vorstand gewählt und war auch Autor der ersten programmatischen Richtlinien der neuen Partei. Gemeinsam mit Willy Max Rademacher und Georg Borkmann leitete er in den 1940er Jahren den wirtschaftspolitischen Ausschuss der PFD/FDP und war auch Redaktionsleiter der Hamburger Parteizeitung Die Freie Stadt. 1947 wurde er in den Vorstand der FDP für die britische Besatzungszone gewählt.
Ab Ende 1949 beteiligte Abatz sich innerhalb der Hamburger FDP am Demokratischen Zirkel, in der sich der linke Flügel der Landespartei zusammenfand. Im selben Jahr wurde er erneut in den Landesvorstand der FDP gewählt, nachdem er ein Jahr zuvor bei der Wahl gescheitert war. Am 20. Januar 1951 gehörte er mit Hans-Harder Biermann-Ratjen, Emmy Beckmann, Lieselotte Anders, Anton Leser und Max Dibbern zu den Unterzeichnern des Aufrufes für eine liberale Sammlung von Edgar Engelhard, die sich gegen die Pläne der Landesverbände Nordrhein-Westfalen, Niedersachsen und Hessen wendeten, aus der FDP eine Partei der Nationalen Sammlung zu machen. Wegen seiner Unterstützung der Petition der Notgemeinschaft für den Frieden Europas von Gustav Heinemann und Helene Wessel beantragte die nordrhein-westfälische FDP den Ausschluss von Abatz und Edgar Engelhard, der diese Petition ebenfalls unterzeichnet hatte, scheiterte aber beim Bundeshauptausschuss am 17. Mai 1952 damit. Nach der Bürgerschaftswahl 1953 bewarb Abatz sich um einen der fünf Senatorenposten, die die FDP im Rahmen des Hamburg-Blocks besetzen konnte. Er konnte sich jedoch bei der Sitzung des FDP-Landesausschusses am 8. November 1953 nicht durchsetzen.

## Abgeordneter
Abatz gehörte von 1949 bis zu seinem Tode der Hamburgischen Bürgerschaft an, nachdem er bei der Bürgerschaftswahl 1946 vergeblich im Wahlkreis Rahlstedt kandidiert hatte. Von 1949 bis 1951 und von November 1953 bis zu seinem Tode war er Vizepräsident der Bürgerschaft.